# 21683 Сігал
21683 Сігал (21683 Segal) — астероїд головного поясу, відкритий 9 вересня 1999 року.
Тіссеранів параметр щодо Юпітера — 3,592.